# Трошково (Тугулимський міський округ)
Тро́шково (рос. Трошково) — село у складі Тугулимського міського округу Свердловської області.
Населення — 685 осіб (2010, 802 у 2002).
Національний склад станом на 2002 рік: росіяни — 97 %.